# Роберт (псевдокардинал)
Роберт (Roberto, также известный как Roupertus) — католический церковный деятель XI века. Антипапа Климент III упоминает его в качестве своего кардинала церкви Сан-Марко в документе от 27 февраля 1086 года. Избран епископом Фаэнцы между 2 и 9 марта 1086. Участвовал в качестве посредника в переговорах Климента III с монастырями Сан-Пьетро и Сан-Стефано в Падуе. В 1098 году был папским легатом в Германии.